# 乙女の事情
『乙女の事情』（おとめのじじょう）は2006年9月28日に日本のコンピュータゲームブランド Nine's fox より発売されたPlayStation 2用ゲームソフト。

## 概要
Nine's foxブランドの第1作であり、女の子の秘密をテーマとした作品。ゲームシステム自体は、選択肢にしたがって文章を読み進めるという一般的な恋愛アドベンチャーゲームである。本作の特徴は、ヒロインごとにシナリオが2本収録されていることにある。選択肢から別のルートに入ることができ、そこではよく知っているはずのヒロインがまったく別の顔を見せるという構造になっている。
1本のシナリオ読了にかかる時間は2時間程度で、遊びやすい。

## 登場人物

### メインキャラクター
木原 元気（このはら もとき）※個人名のみ変更可能
主人公の少年。昴学園高校2年生。健康だけがとりえの何の変哲もない一般人で、進学校である学園の中では成績が悪いほうに入る。
葛城 絵梨佳（かつらぎ えりか）
声 : 田中涼子
12月2日生まれ。血液型O型。身長165cm、体重48kg、3サイズはB87、W55、H86。
3年生。生徒会長。正統派のお嬢様で、男女問わず憧れの的になっていた。しかし、彼女自身は生徒のことを真摯に考えているにもかかわらず、理事長の孫という立場から「規律を押し付ける管理側」と見なされて次第に支持を失っていく。
【別ルート】元気は彼女が夜中に出歩いているところを目撃してしまう。品行方正な生徒会長が人に隠れてやること、それはフットサルだった。
小鳥遊 菫（たかなし すみれ）
声 : 相田さやか
4月18日生まれ。血液型AB型。身長170cm、体重53kg、3サイズはB75、W57、H77。
3年生。副生徒会長で、絵梨佳のいとこ。男性のようにりりしい姿から女子のファンが多い。規律に厳しいため、一部の素行の悪い生徒からはうとまれている。
【別ルート】人には言えない趣味があり、自宅には専用の部屋まで用意しているらしい。
真泉 すもも（まいずみ すもも）
声 : 真堂圭
8月27日生まれ。血液型A型。身長158cm、体重45kg、3サイズはB80、W59、H83。
2年生。元気の幼馴染で、新体操部所属。努力家で少々おせっかいである。
【別ルート】元気と仲のよいソフィアにやきもちを抱く。
鳴海 ソフィア（なるみ ソフィア）
声 : 中原麻衣
8月8日生まれ。血液型O型。身長167cm、体重50kg、3サイズはB87、W60、H85。
2年生。父親は日本人、母親はイギリス系アメリカ人。明るくて思い込みの激しい、天真爛漫な性格である。料理は下手の横好き。
【別ルート】元気に突然「あなたのメイドになる」と言い出して、彼をきりきり舞いさせる。
柳原 紬（やなはら つむぎ）
声 : 神田朱未
6月4日生まれ。血液型O型。身長155cm、体重46kg、3サイズはB86、W59、H82。
1年生。工学部所属。機械全般に詳しく、さまざまな品物の修理を引き受けている。人の話を聞くのが好き。素直で健気な性格で、人に頼みごとをされると断れない。
【別ルート】元気は彼女とともに工学系高校生の祭典「ロボフェス」に出場することに。
橘 舞美（たちばな まいみ）
声 : 森永理科
11月1日生まれ。血液型B型。身長160cm、体重45kg、3サイズはB81、W58、H80。
1年生。繊細で儚げな優等生。いつもおっとりと可憐に微笑んでいる。体があまり丈夫ではなく、華奢で病弱。どこかのお嬢様なのではないかと噂され、男子生徒が勝手にファンクラブを結成している。
【別ルート】隠していた出自を知った元気に対し、生々しい一面をあらわにして詰め寄ってくる。
加倉井 みくり（かくらい みくり）
声 : 成瀬未亜
7月15日生まれ。血液型B型。身長自称150cm、体重35kg、3サイズはB75、W50、H73。
保健教諭。元気の姉の親友で、実家は総合病院を経営している。どう見ても子供で生徒よりも背が低いのだが、腕力がとても強い。頭もよいのだが、どこか抜けている。
【別ルート】優秀な医師である兄のお荷物になっているのではないかと悩むみくり。はたして彼女の兄はせっかくの縁談を断ってしまうのだが、その理由とは。

### サブキャラクター
川崎 智司（かわさき さとし）
声 : 三宅淳一
元気の友人。彼女を作ろうと息巻いている。
木原 かすみ（このはら かすみ）
声 : 宮川美保
元気の姉。派手な美人のOLで、弟とはあまり似ていない。

## スタッフ
- キャラクターデザイン : 葉庭
- 音楽 : 5zizz
- シナリオ : 汀りんどう、いちご豚、神澤ハルカ、高岡果輪
- オープニングテーマ : アカシアの木の下で
  - 作詞・作曲 : 志倉千代丸、編曲 : 磯江俊道 / 歌 : 彩音
- エンディングテーマ : プレアデス
  - 作詞 : 志倉千代丸、作曲 : 小池雅也 / 編曲・歌 : MOSAIC.WAV